# Richard Maynard (fotograf)

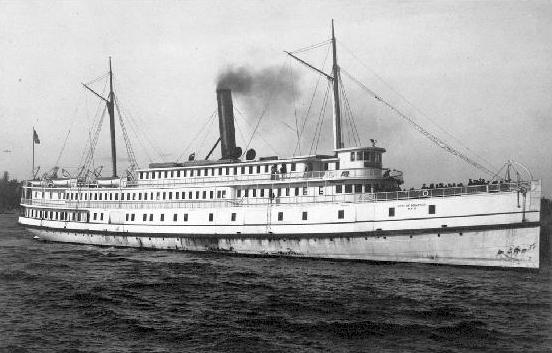
Parník City of Seattle, 1890–1900

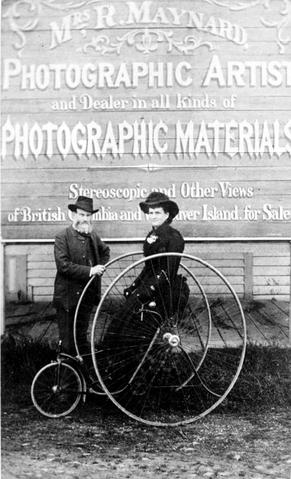
Richard a Hannah Maynardovi před fotografickým studiem Hannah Maynardovové, 1880–1890

Richard Maynard (22. února 1832 Stratton – 10. ledna 1907 Victoria) byl kanadský fotograf známý především svými pohledy na krajinu pořízenými v Britské Kolumbii, podél pobřeží Aljašky a na Pribiloffových ostrovech v Beringově moři. Společně s dalšími kanadskými fotografy jako byli například Edward Dosseter nebo Frederick Dally byli pověřeni vládními agenturami, včetně ministerstva indiánských záležitostí, aby provedli etnografické portrétování domorodých národů v Kanadě. Tyto fotografie byly prodávány a šířeny po celém světě. Fotografové osadníků, včetně série Drahokamy Britské Kolumbie od Hannah Maynardové, inzerovali koloniální hranici potenciálním nově příchozím bělochům.

## Životopis
Narodil se ve Strattonu v Cornwallu 22. února 1832. Když mu byly dva roky, jeho rodina se přestěhovala do nedalekého města Bude. Jako chlapec se poprvé vydal na moře a pracoval na pobřežním obchodu mezi Anglií a Walesem. Maynard se také brzy vyučil, aby se naučil ševcovskému řemeslu, a tak v zimě vyráběl boty a v létě pracoval jako námořník. V 1852 potkal a vzal si Hannah Hatherlyovou. Pár brzy emigroval do Kanady a usadil se v Bowmanville, nyní součástí Ontaria. V červnu 1859 odešel, aby se připojil ke zlaté horečce na řece Fraser v Britské Kolumbii, kde zřejmě zaznamenal určitý úspěch v těžbě. Jeho žena mezitím studovala principy fotografie, znalosti pravděpodobně získala od místní fotografické firmy. Maynard se vrátil do Bowmanville a v roce 1862 se rodina se svými čtyřmi dětmi přestěhovala trvale na západ do města Victoria na ostrově Vancouver Island. Krátce po příjezdu odjel do teritorií Stickeen, aby si znovu vyzkoušel těžbu rýžovišť, a v roce 1864 byl zpět ve Victorii. Během jeho nepřítomnosti si Hannah založila vlastní fotografickou firmu a po jeho návratu si Richard založil obchod s obuví.

### Fotografická kariéra
Je pravděpodobné, že se Maynard naučil fotografovat od své manželky a jeho nejstarší známá fotografie je panorama Victorie z roku 1864. V roce 1868 podnikl svou první dlouhou cestu po Cariboo Road do zlatokopeckého města Barkerville v doprovodu svého jedenáctiletého syna Alberta, přezdívaného „Generál“, který horníky bavil kouzelnickými triky a akrobacií. O dva roky později se Maynard vrátil sám do svého rodného města Bude a na zpáteční cestě se zastavil nakoupit fotografické potřeby v New Yorku. V květnu a červnu 1873 obdržel vládní provizi na palubě dělového člunu HMS Boxer, který cestoval nejprve do New Westminsteru, pak po východním pobřeží ostrova Vancouver a pokračoval podél pevniny až na sever až k Bella Coola. Na cestě byl první federální superintendent indických záležitostí pro provincii Britská Kolumbie, Israel Wood Powell, a Maynardovou úlohou bylo dokumentovat domorodé záležitosti pro oficiální zprávu. Jeho fotografie zahrnovaly první pohledy na volně stojící totemy mezi Kvakiutlů u řeky Klinaklini a v přístavu Takush pořídil šest portrétů vesničanů sedících u Hudsonova zálivu. Firemní deka. Následující rok byl Maynard opět fotografem na podobné misi se stejným plavidlem, tentokrát s úkolem obeplutí ostrova Vancouver. Fotografické výsledky byly zklamáním kvůli neustálému špatnému počasí, ačkoli jeho nejdůležitější snímky byly pořízeny v Yuquotu na Nootka Sound.
V roce 1875 cestovali Richard a Hannah do San Francisca, aby si koupili fotografické vybavení. Zatímco se Richard zabýval fotografováním krajiny, jeho žena řídila prosperující studio ve Victorii. V červnu 1879 Richard podnikl krátký výlet na Aljašku, kde fotografoval místní oblasti ve Wrangellu, jako je dům náčelníka Shakea, a také se zastavil ve městě Sitka. O dva měsíce později se Richard a Hannah vydali na výletní plavbu kolem ostrova Vancouver, kde společně vytvořili řadu fotografií krajiny. Z tisku není vždy jasné, kdo z Maynardových danou fotografii pořídil, i když někteří historikové považují venkovní snímky za Richardovy a ateliérovou práci patřící Hannah. V roce 1880 nebo 1881 získal Richard vládní zakázku na fotografování stavby kanadské železnice Canadian Pacific Railway mezi Port Moody a Eagle Pass v Britské Kolumbii. V roce 1880 Hannah a její manžel navštívili Emory Creek a Yale a Richard následně podnikl další cesty po železniční trase také v následujících pěti letech. Na Aljašku se vrátil v roce 1882, plavil se na parníku Dakota, znovu fotografoval města Wrangell a Sitka a v Sitce pořídil pohledy z Baranofova hradu. V Taku Inlet Maynard postavil svůj fotoaparát na ledovou kru, ale když se kra začala rozpadat, musela ho zachránit malá loď.
Na další vládní komisi v roce 1884 Maynard doprovázel amerického průzkumníka kapitána Newtona Chittendena na expedici na souostroví Haida Gwaii, tehdy nazývanou Ostrovy královny Charlotte. Na této cestě pořídil asi 200 snímků, většina snímků jsou vesnice, totemy a kánoe, ale významnými výjimkami byly interiéry dvou domů kmene Haidů, nejstarší známé fotografie svého druhu. Kromě toho zdokumentoval lov korušky americké v ústí řeky Nass. Některé rytiny založené na jeho fotografiích byly publikovány v Chittendenově zprávě, vydané v listopadu 1884. Dne 4. července 1886 fotografoval první osobní vlak, který dosáhl pobřeží Tichého oceánu v Port Moody. V dubnu 1887 cestoval pracovně do Vancouveru, který byl předchozí rok téměř zcela zničen požárem. Během následujících dvou měsíců Richard a Hannah cestovali po nově otevřené železniční trati až do Banffu a Canmore v Albertě. Třetí samostatný výlet na Aljašku se uskutečnil v červenci 1887, a přestože byl většinu cesty nemocný, pořídil opět několik fotografií ve městě Sitka, Glacier Bay a Wrangell. Richard a jeho manželka podnikli v roce 1888 plavbu parníkem Princess Louise na Haida Gwaii, kde vyfotografovali řadu míst, stejně jako na pevnině Britské Kolumbie a na ostrově Vancouver. V roce 1890 vyhrál Maynard první cenu v profesionální kategorii za místní fotografii Victorie Arm v soutěži sponzorované časopisem West Shore z Portlandu v Oregonu. V roce 1892 podnikl dvouměsíční cestu na ostrov Saint Paul Island, součást sporné skupiny Pribilovových ostrovů v Beringově moři, aby zaznamenal hnízdění tuleňů. Maynard pořídil asi 200 fotografií a několik z nich se dostalo do oficiální zprávy mezinárodního tribunálu svolaného k vyřešení vlastnictví ostrovů. V roce 1893 podnikl svou poslední exkurzi do oblasti Kootenay a Arrow Lakes v Britské Kolumbii.

### Poslední roky
Koncem 90. let 19. století Maynard uzavřel svou kariéru ve fotografii a poté si užíval několik let v důchodu a pohodlného rodinného života. Zemřel 10. ledna 1907 ve Victorii. Jeho žena pokračovala v práci až do svého odchodu do důchodu v roce 1912 a zemřela v roce 1918. Mnoho Maynardových tisků spolu s některými jeho osobními dokumenty shromáždil amatérský etnolog Charles Newcombe. Negativy spolu s negativy jeho manželky daroval nebo prodal jejich syn Albert do archivu Britské Kolumbie.

## Galerie

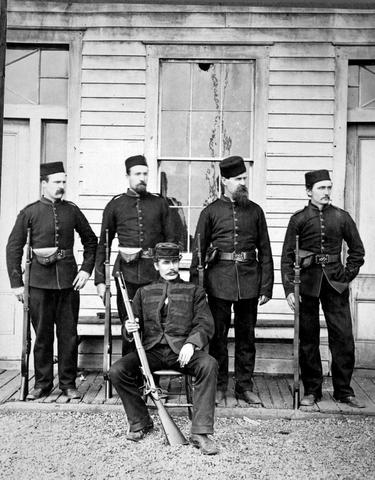
Střelecký spolek města New Westminster v Clover Point, Victoria, Britská Kolumbie, 1865
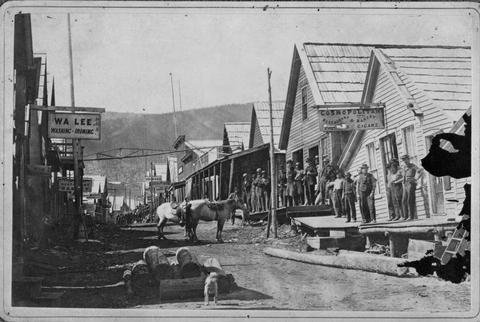
Hlavní ulice v Barkerville, 1868
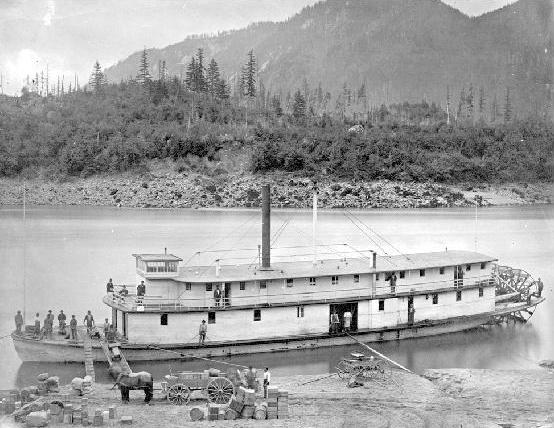
Reliance, parník poháněný lopatkovým kolem umístěným na zádi v Yale na řece Fraser, 1880–1890
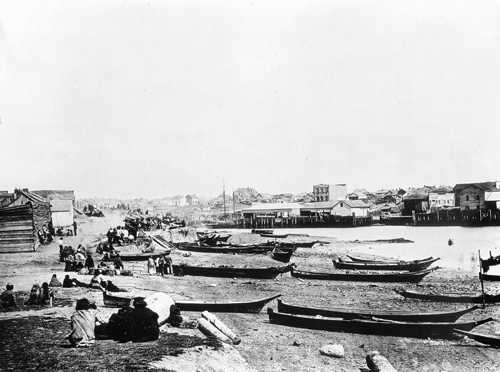
Vesnice Songhees, Přístav Victoria, 80. léta 19. století
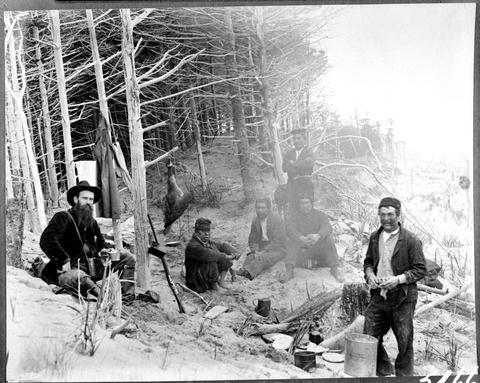
Newton Chittenden a jeho parta. Haida Gwaii, 1884
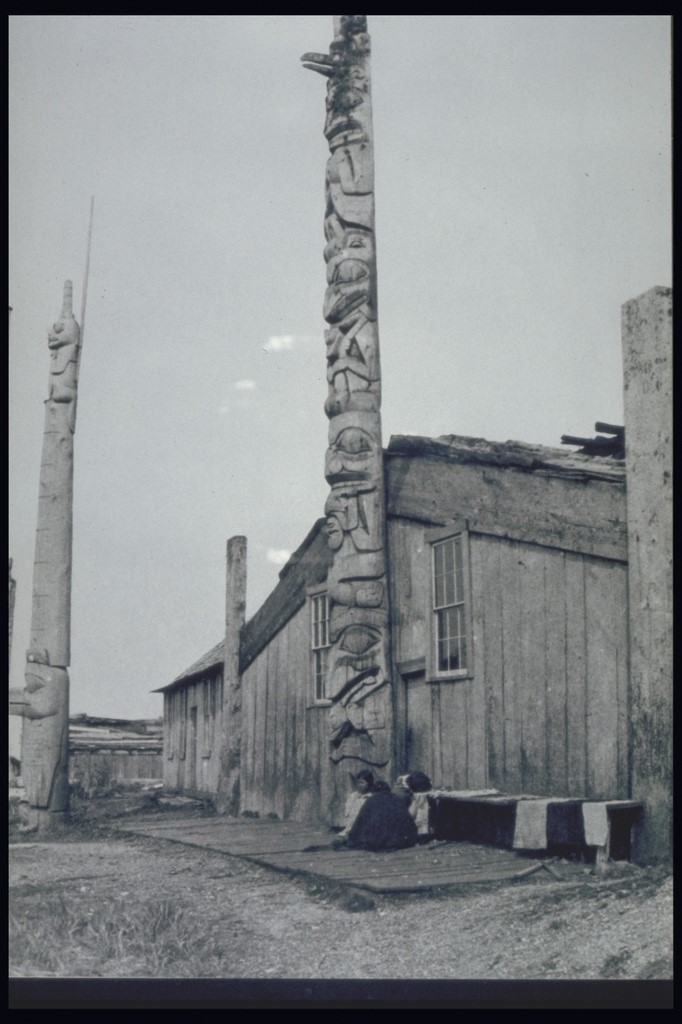
Totem před domem, Masset, 1884
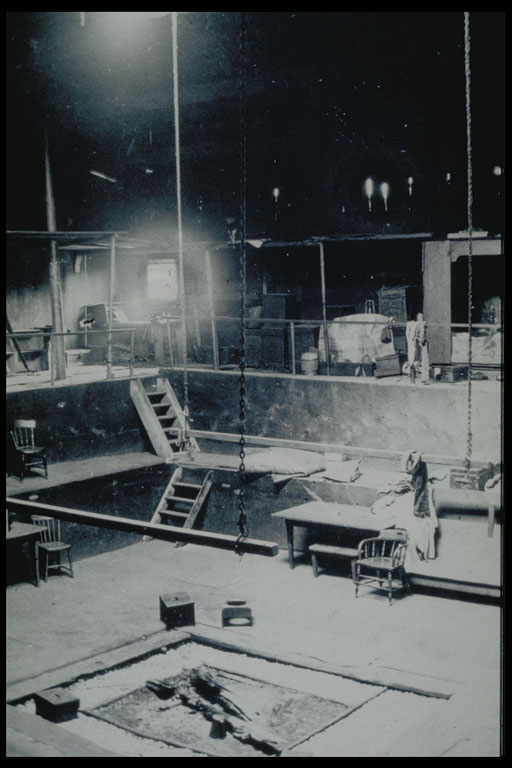
Interiér domu náčelníka lidu kmene Wiaha, Masset, 1884
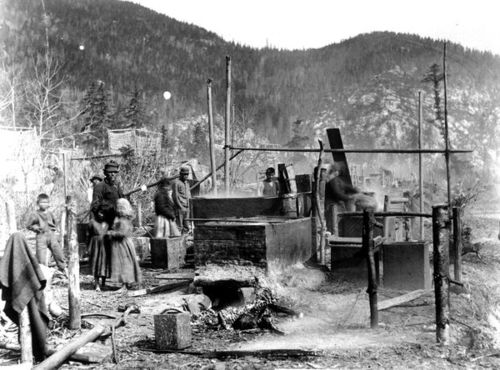
Vykreslovací tábor Eulachon, Nass River, 1884
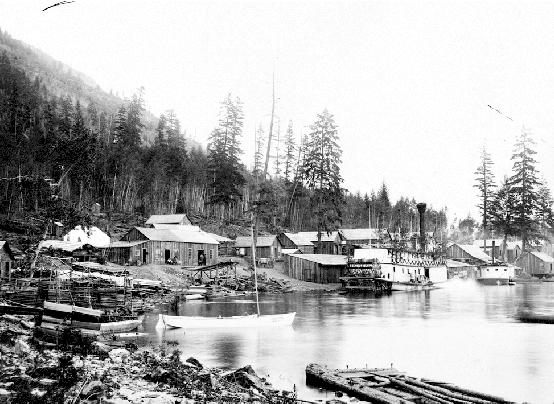
Přístaviště v Eagle Pass, 1885
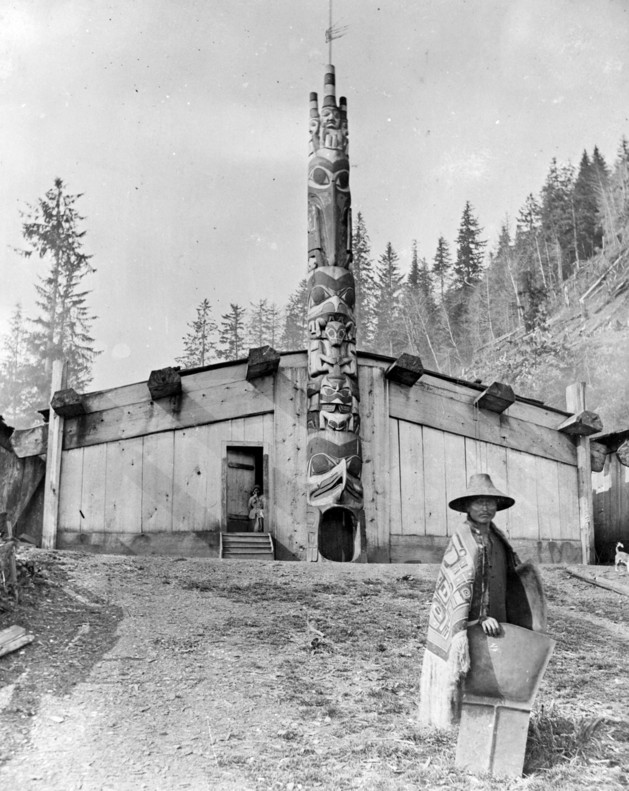
Dům lidí kmene Haida, vesnice Haina, 1888
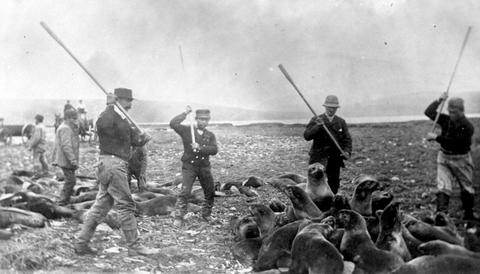
Zabíjení tuleňů, Ostrov svatého Pavla, Aljaška, 1892
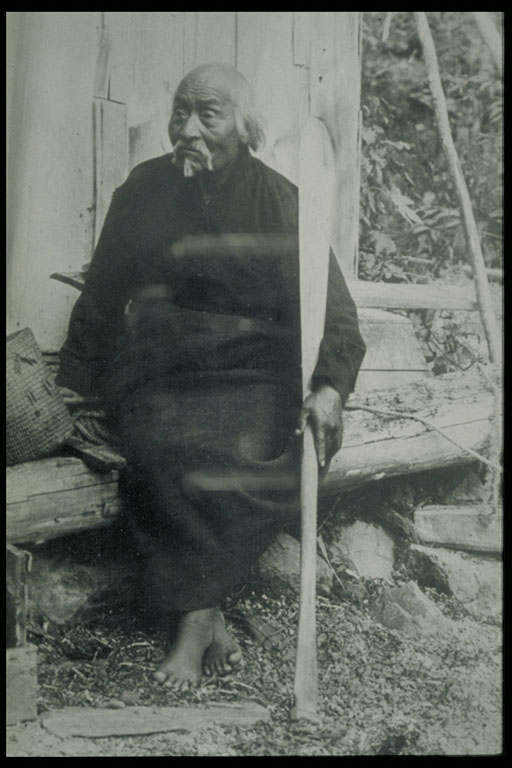
Stařík s pádlem, New Gold Harbour
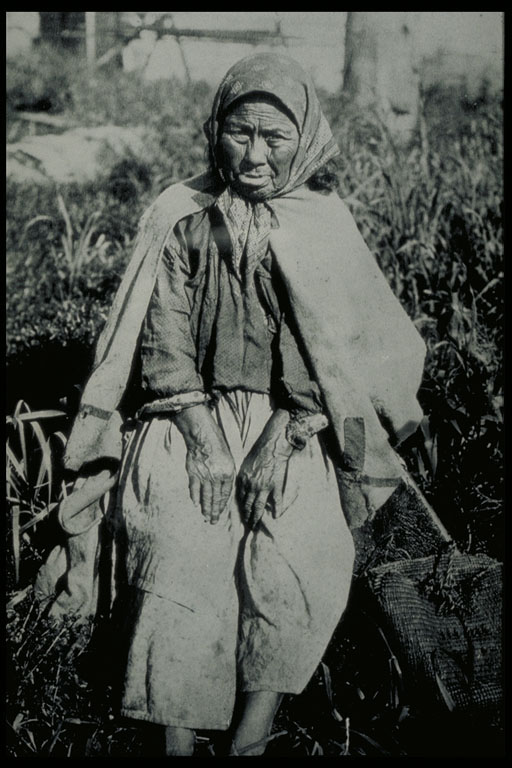
Stařenka s ozdobou ve rtu, New Gold Harbour
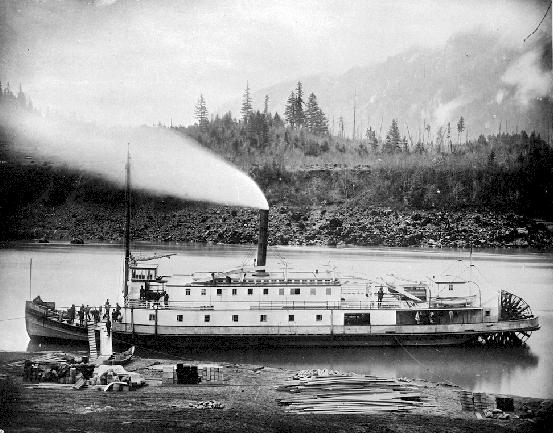
Western Slope (parník se zadním kolesem), Yale, Fraser River, 1880–1890